# Les Carnets rouges
Pour les articles homonymes, voir Carnet.
Les Carnets rouges est un roman d'anticipation de Carole et Antoine Fruchard paru en 2017.

## Résumé
L'histoire se déroule en 2040 à Paris, où le protagoniste, Simon d’Almat, travaille sur projet confidentiel.

## Publication
Frère et sœur, Antoine et Carole Fruchard avaient 11 ou 12 ans lorsqu'ils décident de rédiger ensemble un roman. Une dizaine d'années plus tard, alors qu'ils sont étudiants ils reprennent ce récit, jusqu'à en sortir une version auto-éditée au format numérique fin 2017. L'ouvrage rencontre son public puisque 15 000 exemplaires sont vendus par ce biais. Face à ce succès, une version éditée HarperCollins sort le 20 janvier 2021.
Parmi les lecteurs du livre alors auto-édité se trouvait le mari de Robin Wright, Clément Giraudet. Ce dernier a alors présenté le roman à sa femme qui a décidé d'en acquérir les droits en vue d'en faire une série. 